# Difuze
Difuze je proces samovolného rozptylování částic v prostoru.
Veškeré látky mají tendenci přecházet z prostředí se svou vyšší koncentrací do prostředí s nižší koncentrací.
Přirozenou vlastností látek je, že pokud se její částice mohou pohybovat (molekuly v nehybném roztoku se pohybují na základě náhodného pohybu), tak se rozptylují do celého prostoru, kterého mohou dosáhnout, a postupně ve všech jeho částech vyrovnají svou koncentraci. Říkáme, že látky difundují.

Látky difundují určitým směrem tak dlouho, dokud se jejich koncentrace nevyrovná. Proces je stejný u látek např. solí
rozpuštěných ve vodě nebo třeba i u kyslíku obsaženém v kompostu. V tomto případě bariéru představuje buněčnou membránu (lipidová dvouvrstva), přes kterou znázorněná látka může procházet do vnitrobuněčného prostoru

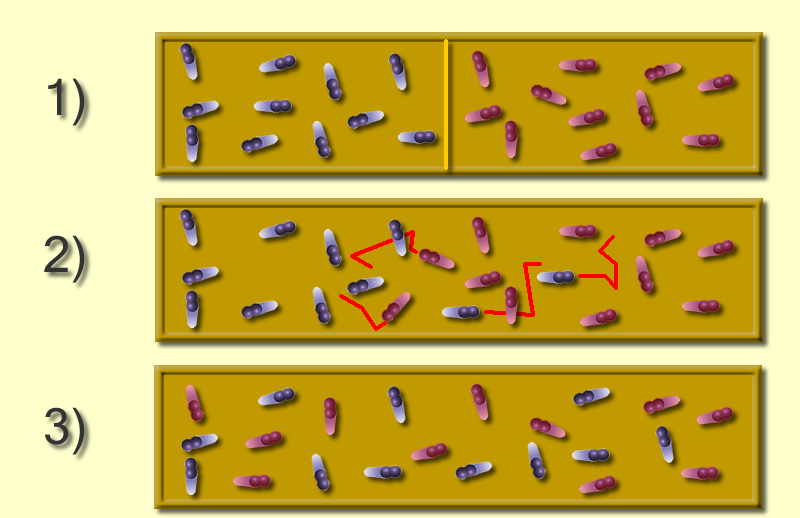
Prostá difuze: Látky přecházejí samovolně (náhodným pohybem) z prostředí, kde je jejich koncentrace vyšší směrem tam, kde byla dosud jejich koncentrace nižší. Nedifunduje jen jedna látka do druhé. Proces je pro látku a rozpouštědlo vzájemný.

Fyzikální podstatou, podle druhého termodynamického zákona je, že termodynamický systém vždy zvyšuje svou entropii neboli míru neuspořádanosti svého systému, čímž dospěje ke stavu s nejnižší vnitřní energií.

## Difuze v různých skupenstvích

### Plyny
Částice plynu mají největší kinetickou energii, proto zde difuze probíhá nejrychleji. Částice nějakého plynu se prolínají s plynem, který byl v prostoru původně. Dokud se nevyrovnají koncentrace, probíhá difuze. Závisí na čase a teplotě.
Grahamův zákon difúze - za konstantní teploty a tlaku je rychlost difúze plynu nepřímo úměrná druhé odmocnině jeho hustoty.
{\displaystyle difuze=1/\surd hustota}

### Kapaliny
Částice se po sobě jen posouvají. Závisí na čase a teplotě, ale také na viskozitě a vzájemné rozpustnosti.

### Pevné látky
V tuhých látkách také probíhá difuze, nejlépe difundují do tuhé látky plynné látky. Prvky mohou difundovat v objemu pevné látky (objemová difúze) nebo po hranicích zrn. Difúze po
hranicích zrn je řádově rychlejší než objemová difúze.
Příkladem může být arsen, který se používá k výrobě vrstevnatých struktur – integrované obvody, fotovoltaické články. V některých případech je reakce velmi rychlá.

## Význam
Tento jev se velmi významně podílí na mnoha biologických, chemických i fyzikálních procesech.
- Příkladem mohou být látky které se uvolňují z čajového nálevového sáčku, zalijeme-li jej horkou vodou. Podle stejného zákona se bude chovat též cukr, přidáme-li jej později do tohoto čaje.
  - (Není-li však voda teplá, látky se z lístků vůbec neuvolní, není-li teplá dost, látky se z něj částečně uvolní, ale nemají v některých případech dost energie pro svůj pohyb.

- Jiným příkladem může být např. domácí kompostování nebo kompostování na malých hromadách, kde pomocí tohoto přirozeného procesu je do značné míry zabezpečeno pronikání kyslíku směrem dovnitř kompostovaného materiálu, a tím jeho aerace. Kyslík ze vzduchu (prostředí o vyšší koncentraci) samovolně přechází do pórů uvnitř kompostu (prostředí s nižší koncentrací). Na přirozené aeraci se však také podílí konvekce.

Difuzi popisuje první Fickův zákon. Difuze je matematicky podchytitelný chemický jev a je modelovatelný výpočty.

## Účast difuze na osmotických jevech

Na obrázku je v levé části nádoby koncentrovaný roztok látky a v jeho pravé části rozpouštědlo (nebo jen slabý roztok). Polopropustná membrána představuje bariéru, přes kterou rozpuštěné látky projít nemohou, difundovat přes ní ale může rozpouštědlo zprava. Aby se látky obsažené v levé části nádoby mohly naředit, musí nasávat rozpouštědlo z pravé části. K průchodu rozpouštědla dochází přesto, že hladina roztoku stoupá a působí tak proti gravitační síle. Takto vykonaná práce je vykonána osmotickou silou. Průchod rozpouštědla se zastaví, když rozdíl koncentrací poklesne natolik, že se osmotická síla sníží na velikost opačně působící gravitační síly.

Osmóza je určitým specifickým případem difuze.
Difuze je zároveň podstatou a hybnou silou osmózy a veškerých osmotických jevů. V tomto případě jsou látky, které mají vysokou koncentraci a jsou rozpuštěné v nějakém rozpouštědle, odděleny nějakou polopropustnou (semipermeabilní) bariérou (nejčastěji membránou) od směru, kterým by měly difundovat. Pokud touto polopropustnou bariérou může procházet rozpouštědlo, dochází k tomu, že přechází na stranu obsahující rozpouštěné látky tak dlouho, dokud se tam tyto látky nenaředí na stejnou koncentraci, jako byla na straně, ze které rozpouštědlo přitéká.
Jinak řečeno, koncentrované látky si své rozpouštědlo jakoby přitáhnou k sobě. Dokážou k tomu vyvinout značnou sílu, která překoná např. sílu gravitační (viz obrázek „Osmóza“ vpravo), tuto sílu nazýváme osmotickou silou.
Osmotické jevy jsou významnou hybnou silou mnoha biologických procesů.

### Příklady osmotických procesů
- Proto třešně, které obsahují mnoho cukru, za vydatného deště popraskají. (cukerný roztok uvnitř třešňových buněk vtahuje okolní čistou vodu dovnitř buňky; třešně byly v takzvaném hypotonickém prostředí)
- Proto naopak uschnou rostliny, které jsou pomočeny naším domácím mazlíčkem. (Moč obsahuje velice koncentrovaný roztok soli, který vytahuje vláhu z potřísněných rostlin; Moč představuje pro ony rostliny tzv. hypertonické prostředí)
- Proto také nemůže být pacientovi podána nitrožilně čistá voda, ale tzv. fyziologický roztok, který má obdobnou koncentraci rozpuštěných látek jako je v krvi. (z osmotického hlediska jde o isotonický roztok). Jakožto fyziologický roztok se používá 0,9% roztok NaCl.
- Tohoto principu bývá využíváno při určitých způsobech konzervace potravin. Cukerný sirup a slanečci jsou sterilizovaní tím, že patogeny nemohou přežít hypertonickou koncentraci cukru/soli.

## Vizualizace procesu difuze
- Počítačová simulace Difuze (doporučujeme vypnutí volby „trace“)
- Jiná simulace Difuze